# Thomas Korthals Altes
 (janvier 2019).
Si vous disposez d'ouvrages ou d'articles de référence ou si vous connaissez des sites web de qualité traitant du thème abordé ici, merci de compléter l'article en donnant les références utiles à sa vérifiabilité et en les liant à la section « Notes et références ».
Thomas Korthals Altes, né le 25 février 1978 à Amsterdam, est un réalisateur et scénariste néerlandais.

## Filmographie

### Cinéma et téléfilms
- 2003 : Kramers Crisis
- 2005 : Gadjé
- 2005 : Enneagram
- 2007 : De Hemelpaort (nl)
- 2007-2008 : Nachtegaal en zonen
- 2008 : Vera (court métrage)
- 2009 : De hoofdprijs (nl)
- 2010 : Finnemans (nl)
- 2010-2011 : Verborgen gebreken (nl)
- 2011 : Van God los (nl)
- 2011 : Hart tegen Hard (nl)
- 2013 : Lieve Céline (nl)
- 2013 : Love Hurts (nl)
- 2013 : Zusje
- 2014 : 2/11 Het spel van de wolf (nl)
- 2015 : De Fractie (nl)
- 2016 : Eng
- 2016 : Petticoat (série télévisée) (nl)
- 2017 : Het bestand (nl)
- 2018 : Ik weet wie je bent (nl)